# Parc naturel de la Sierra de Collserola
Le Parc naturel de la Sierra de la Collserola est un espace naturel protégé situé au milieu de l'une des zones urbaines les plus denses d'Europe, l'aire métropolitaine de Barcelone, en Catalogne,.
Cette aire protégée est une Zone spéciale de conservation (ZSC) et une Zone de protection spéciale (ZPS) du réseau Natura 2000 définie par la Convention de Ramsar visant la conservation des types d'habitats et des espèces animales et végétales.

## Description
Ce parc naturel, créé le 19 octobre 2010,  a une superficie de 8 295 ha et est situé entre les rivières Besòs et Llobregat. Il se trouve dans le massif de la Collserola qui est le poumon de la grande zone métropolitaine de Barcelone.
Le massif montagneux contient un large échantillon de milieux naturels méditerranéens, dans lesquels on trouve principalement des forêts mixtes de pins et de chênes. Dans lez zones humides on trouve essentiellement des forêts galeries. La faune est composée de la quasi-totalité des espèces animales de la forêt méditerranéenne.

## Lieux d'intérêts touristiques
- Ermita de Sant Medir (es)
- San Bartolomé de la Cuadra (es)
- Ermita de Santa Cruz de Olorde (es)
- Ermita de Sant Iscle de les Feixes (es)
- Can Masdeu
- Château et mirador de Torre Baró[6]

## Galerie

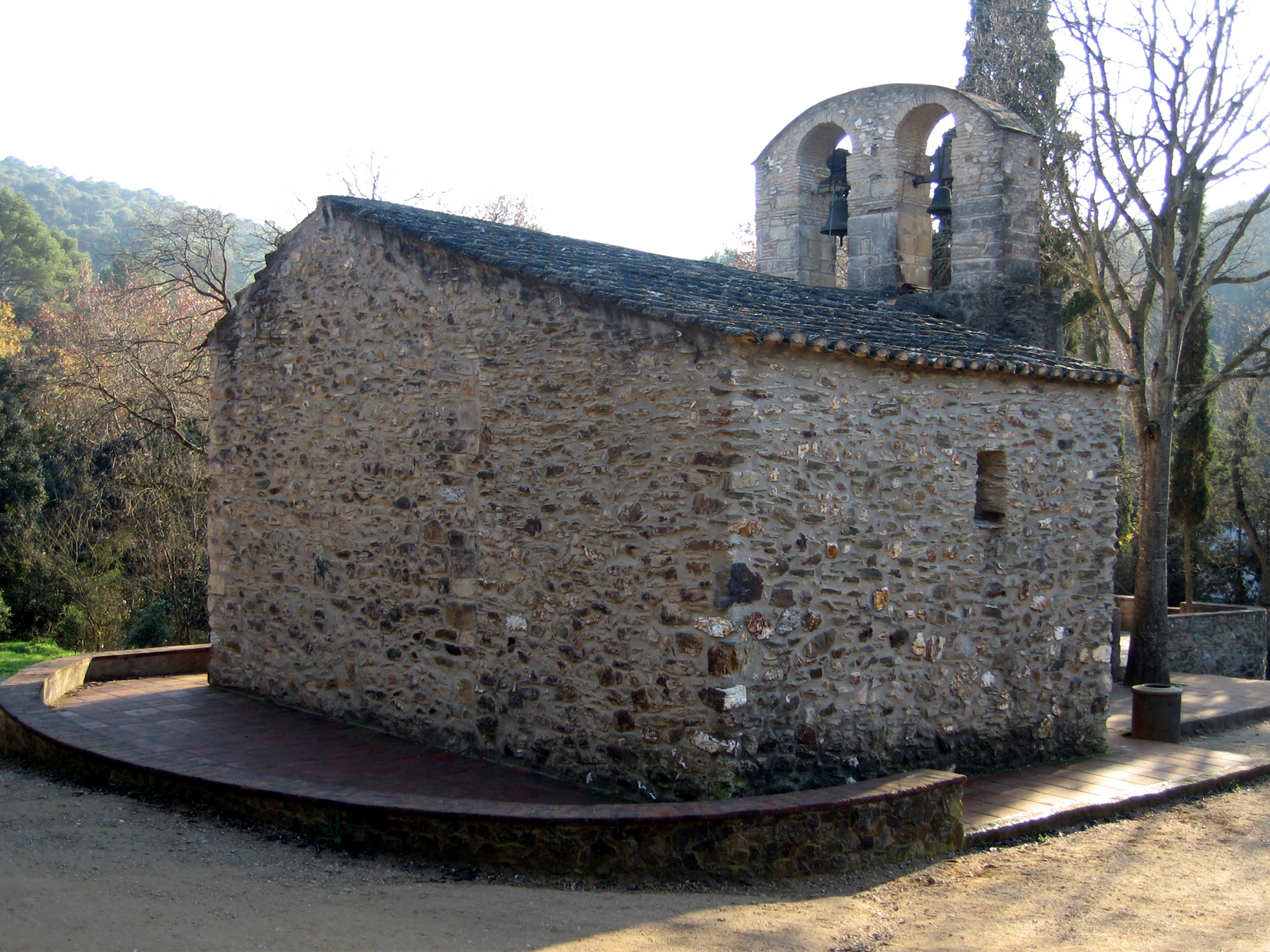
Ermitage de San Medir
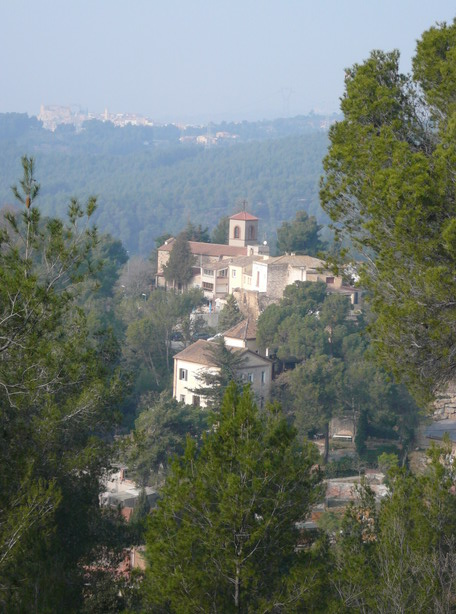
Sant Bartomeu de la Quadra
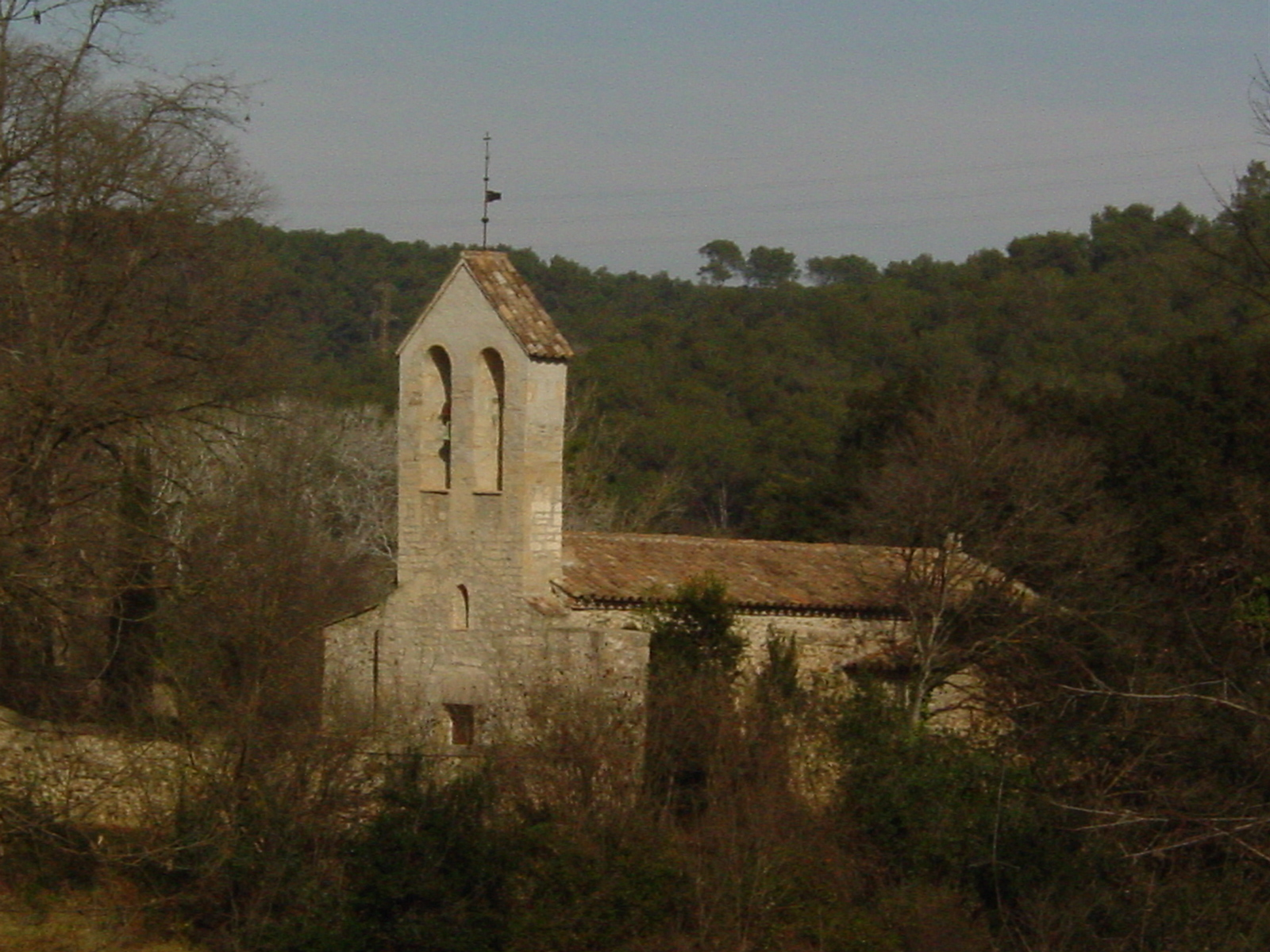
Ermitage de Sant Iscle i Santa Victoria de les Feixes